# Matilde Escuder Vicente
Matilde Escuder (Vilafranca, l'Alt Maestrat, 12 de desembre de 1913 - Tilh, Occitània, 8 de maig de 2006) va ser mestra llibertària valenciana. Va poder estudiar magisteri Castelló i València, i va començar a ser mestra a Eivissa. Després, se'n va anar a Barcelona i es va filiar a la CNT. El 1936 va marxar a la Guerra on es va muntar un magatzem de roba. El 1937 va haver de fugir fins a Xàtiva amb la seva filla de 15 dies, mentrestant el seu home va ser capturat i afusellat pels feixistes.
Al finalitzar la guerra civil espanyola va ser empresonada. A l'eixir de la presó va treballar en la confecció i allí va trobar a Fèlix Carrasquer, i els dos van ser empresonats el 1947. Dos anys després, els dos van tornar a ser empresonats i a l'eixir van marxar direcció França, on van treballar en una granja. El 1971 tornen a Barcelona i compren una casa on feien reunions per a la nova generació dels literaris catalans.